# Ò
Òò – litera alfabetu łacińskiego, służąca do wydłużenia, opadnięcia tonu między innymi w języku katalońskim i włoskim. W kaszubskim oddaje się przez nią dźwięk łe.